# Капитолий штата Арканзас
Капито́лий шта́та Арканза́с (англ. Arkansas State Capitol) находится в городе Литл-Рок (англ. Little Rock) — столице штата Арканзас. В нём проводит свои заседания Генеральная ассамблея Арканзаса, состоящая из Палаты представителей и Сената штата Арканзас. В нём также находится офис губернатора Арканзаса. Здание Капитолия было построено в 1899—1915 годах по проекту архитектора Джорджа Ричарда Манна.

## История

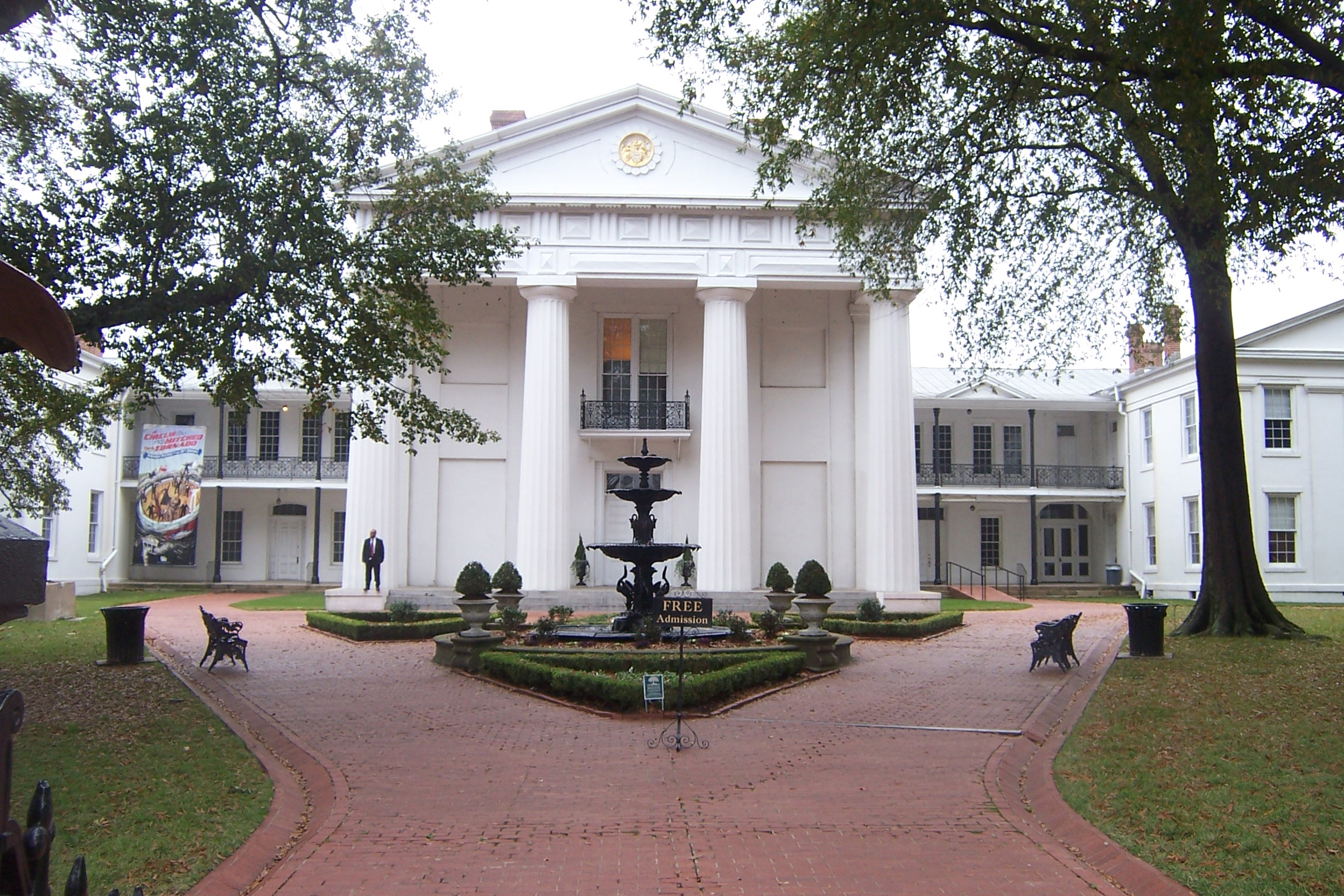
Старое здание Капитолия (Old State House)

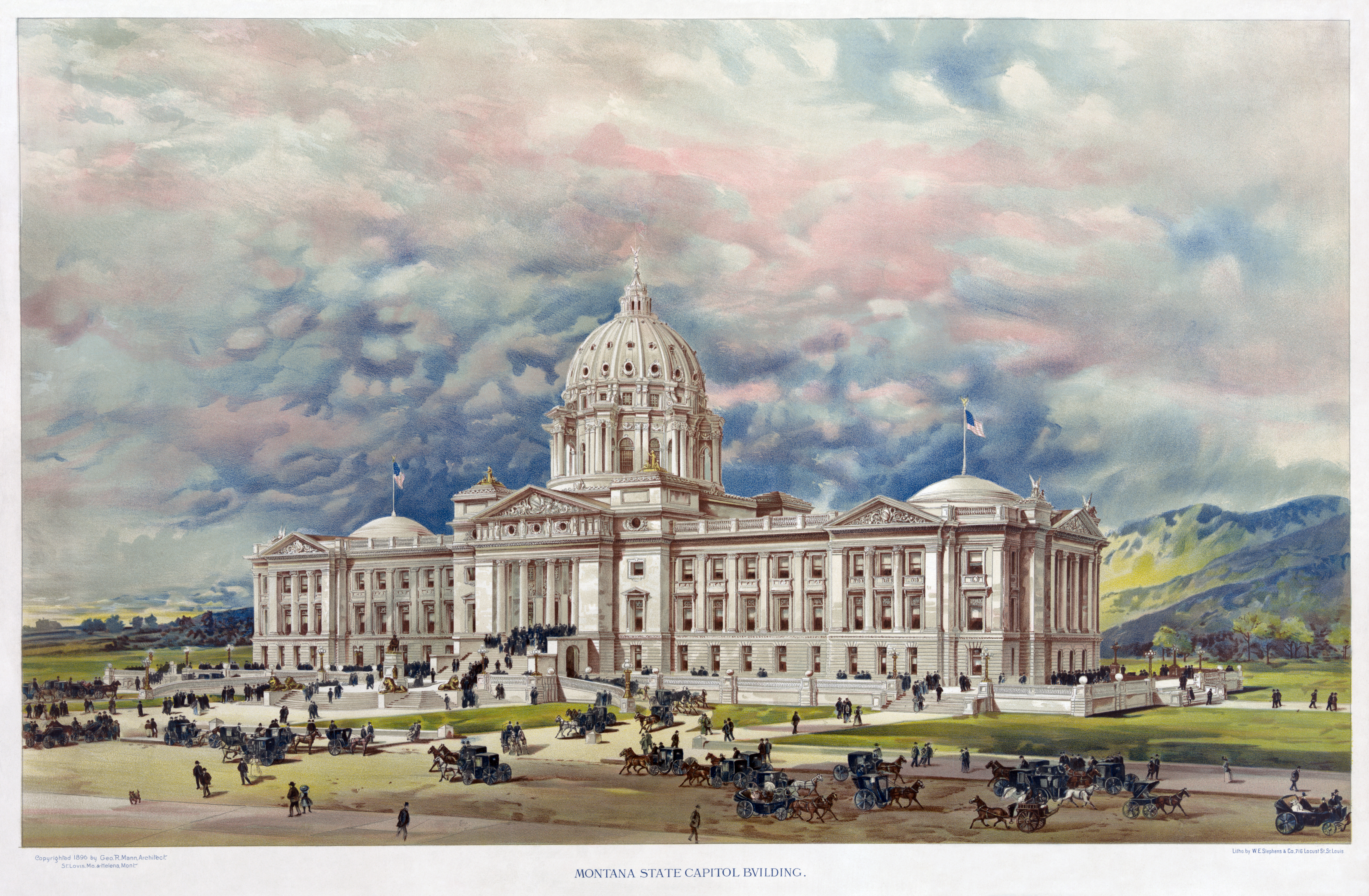
Прообразом Капитолия Арканзаса стал дизайн, победивший в 1896 году на конкурсе проектов Капитолия штата Монтана

Современное здание Капитолия — второе в истории правительственное здание штата Арканзас. Первое здание Капитолия (Arkansas State House) было построено в 1836 году, и сейчас в нём находится музей.
Необходимость постройки нового Капитолия обсуждалась с начала 1890-х годов, но возможность финансирования этого строительства появилась только в 1899 году. Узнав про это, архитектор из Сент-Луиса Джордж Ричард Манн встретился с тогдашним губернатором штата Арканзас Дэниелом Уэбстером Джонсом, и показал ему рисунки своего проекта, победившего в 1896 году на конкурсе Капитолия штата Монтана, который так и не был построен. Эти рисунки были вывешены в старом здании Капитолия и привлекли внимание к проекту и его архитектору. В результате в мае 1899 года комиссия в составе 7 человек одобрила назначение Манна архитектором нового здания Капитолия штата Арканзас. В составе этой комиссии был будущий губернатор штата Джордж Донаги, который сначала был против назначения Манна и призывал объявить национальный конкурс проектов Капитолия, но большинство членов комиссии проголосовало за Манна. Предполагалось, что стоимость строительства нового Капитолия не превысит 1 миллион долларов.
Таким образом, строительство Капитолия было начато весьма оперативно — в июле того же 1899 года, и фундамент здания был в основном готов к октябрю 1900 года, а краеугольный камень был заложен 27 ноября 1900 года. Местом для постройки была выбрана территория местной тюрьмы, и в строительстве участвовало до 200 заключённых. Джордж Донаги принимал участие в руководстве и координации. Однако вскоре строительство Капитолия замедлилось, поскольку оно не поддерживалось новым губернатором штата Джеффом Дэвисом, а к 1907 году и вовсе остановилось, так что недостроенному Капитолию предсказывали печальную судьбу убежища для сов и летучих мышей.
В 1908 году судьба Капитолия оказалась в центре предвыборной кампании за пост губернатора Арканзаса, которая в результате была выиграна Джорджем Донаги. Заняв этот пост в 1909 году, он смог добиться продолжения строительства Капитолия, которое в конце концов было завершено в 1915 году — строительство длиной в 16 лет. Окончательная оценка стоимости Капитолия составила примерно 2,3 миллиона долларов (по тогдашним ценам).

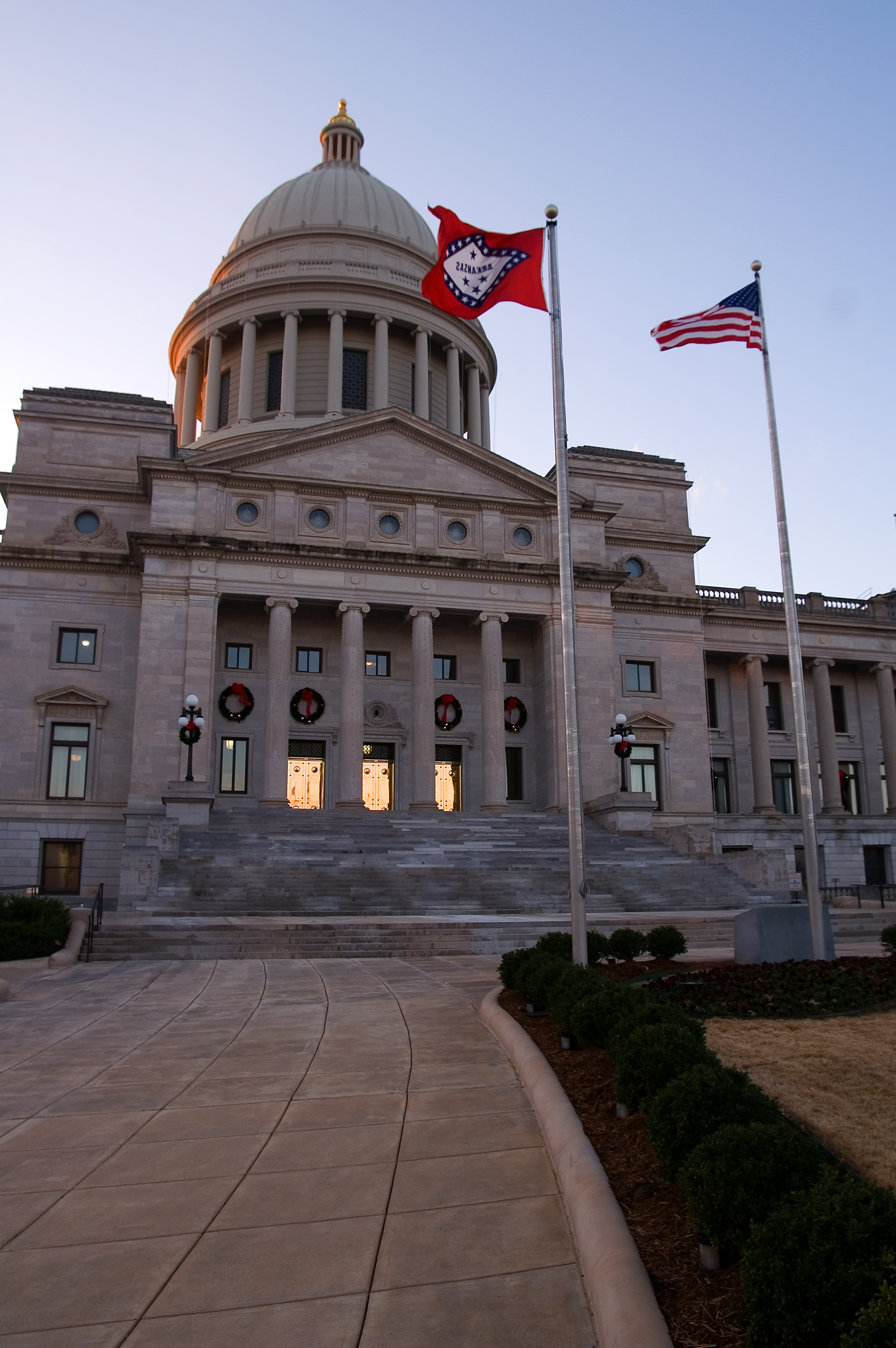
Вход в здание Капитолия

## Архитектура
Здание Капитолия штата Арканзас построено в стиле неоклассицизма. Внешняя отделка стен Капитолия сделана из известняка, добытого на территории Арканзаза в Бейтсвилле. Купол построен из несколько более мягкого известняка, привезённого из Индианы, и покрыт позолоченными пластинами. Высота от пола первого этажа до вершины купола примерно равна 65 м, а длина (с севера на юг) — 134 м. Шесть бронзовых дверей были куплены у Tiffany’s в Нью-Йорке за 10 тысяч долларов.

## Памятники и скульптуры
На территории Капитолия штата Арканзас находятся многочисленные памятники и скульптуры, посвящённые различным событиям, связанным с историей и современностью штата. Одна из скульптурных композиций посвящена так называемой Девятке из Литл-Рока (англ. Little Rock Nine), первым темнокожим ученикам местной школы.

## Галерея

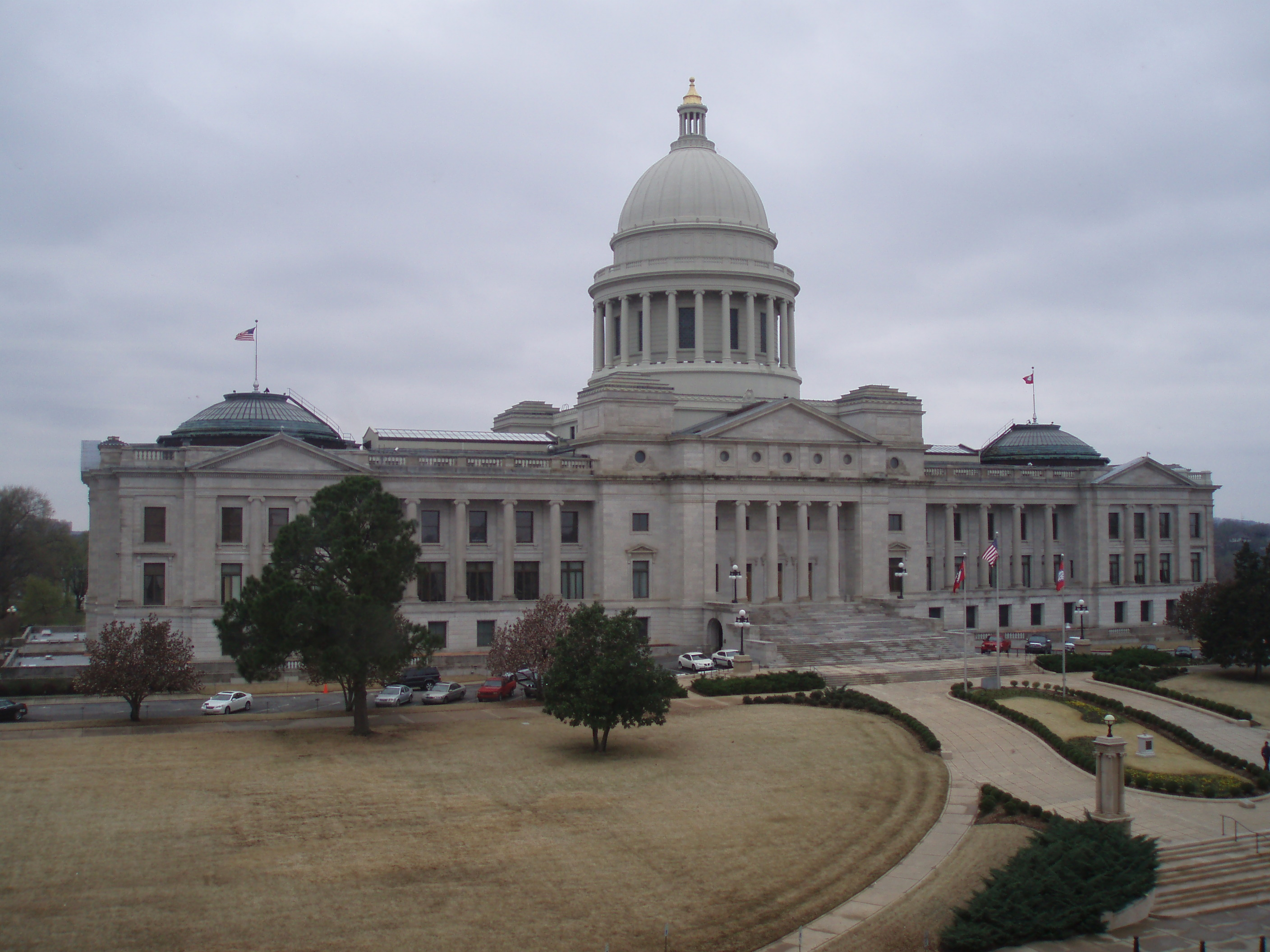
Вид на здание Капитолия из окна соседнего здания
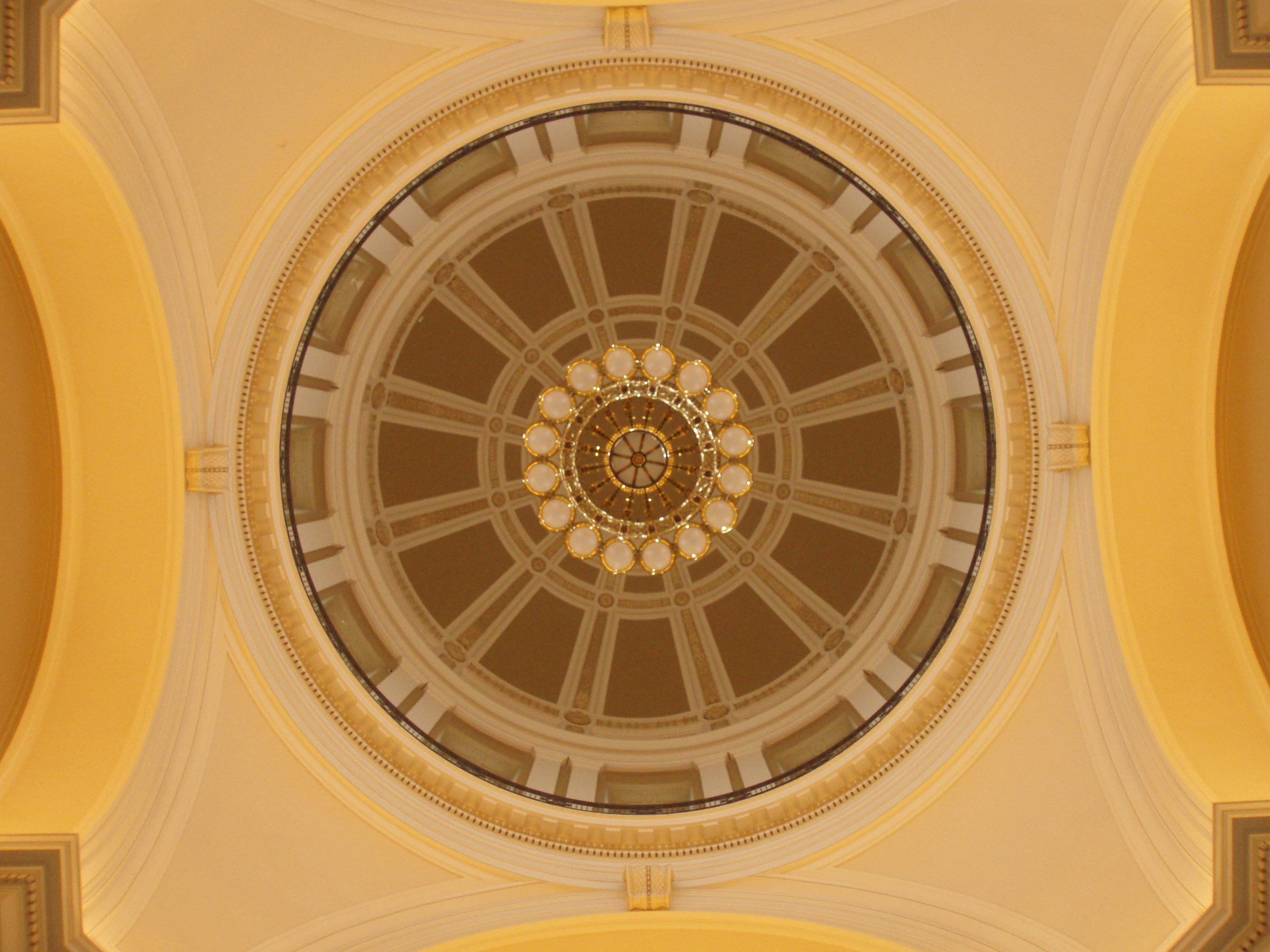
Вид на внутреннюю часть купола (ротонду)
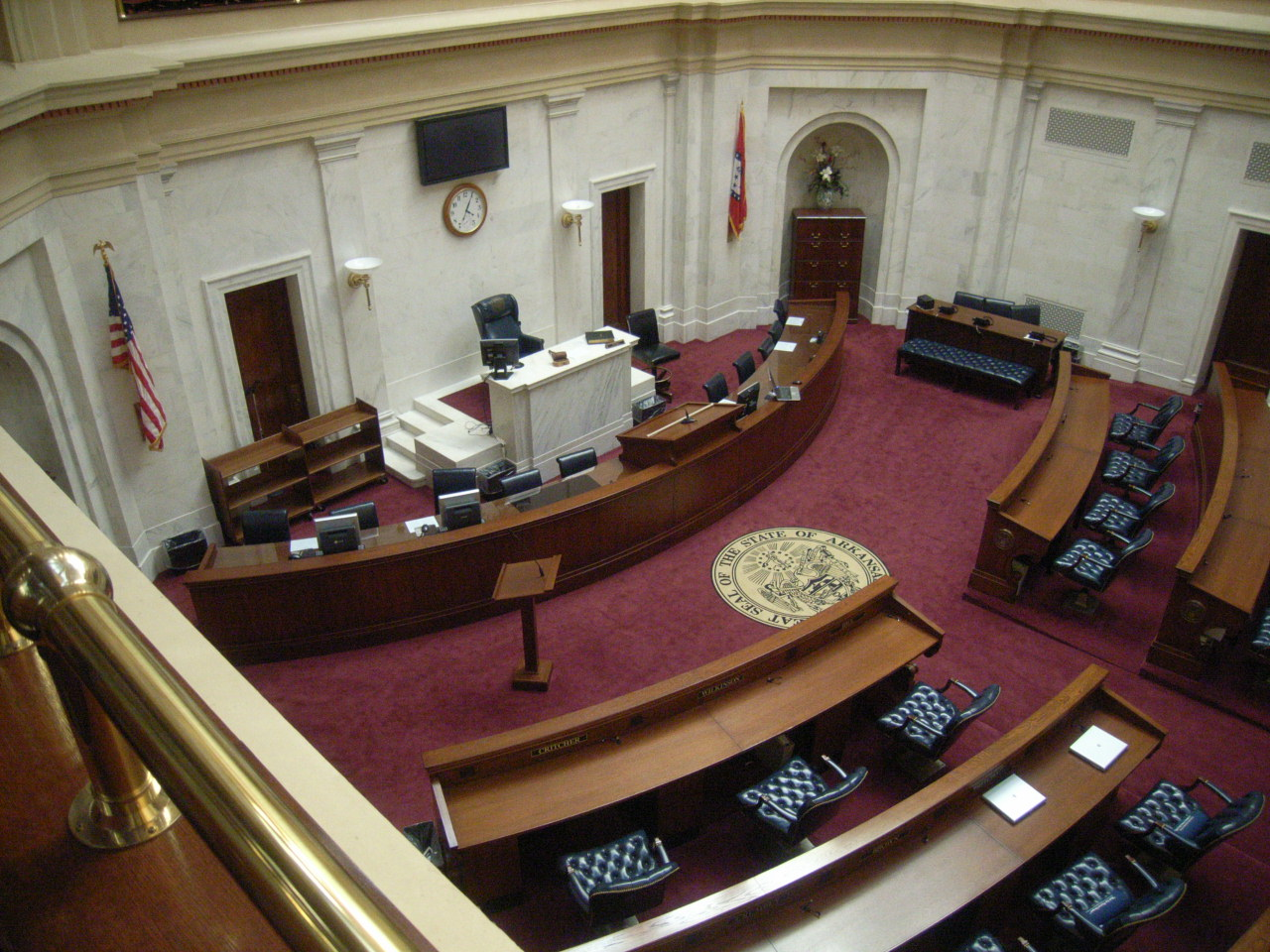
Зал заседаний Сената штата Арканзас
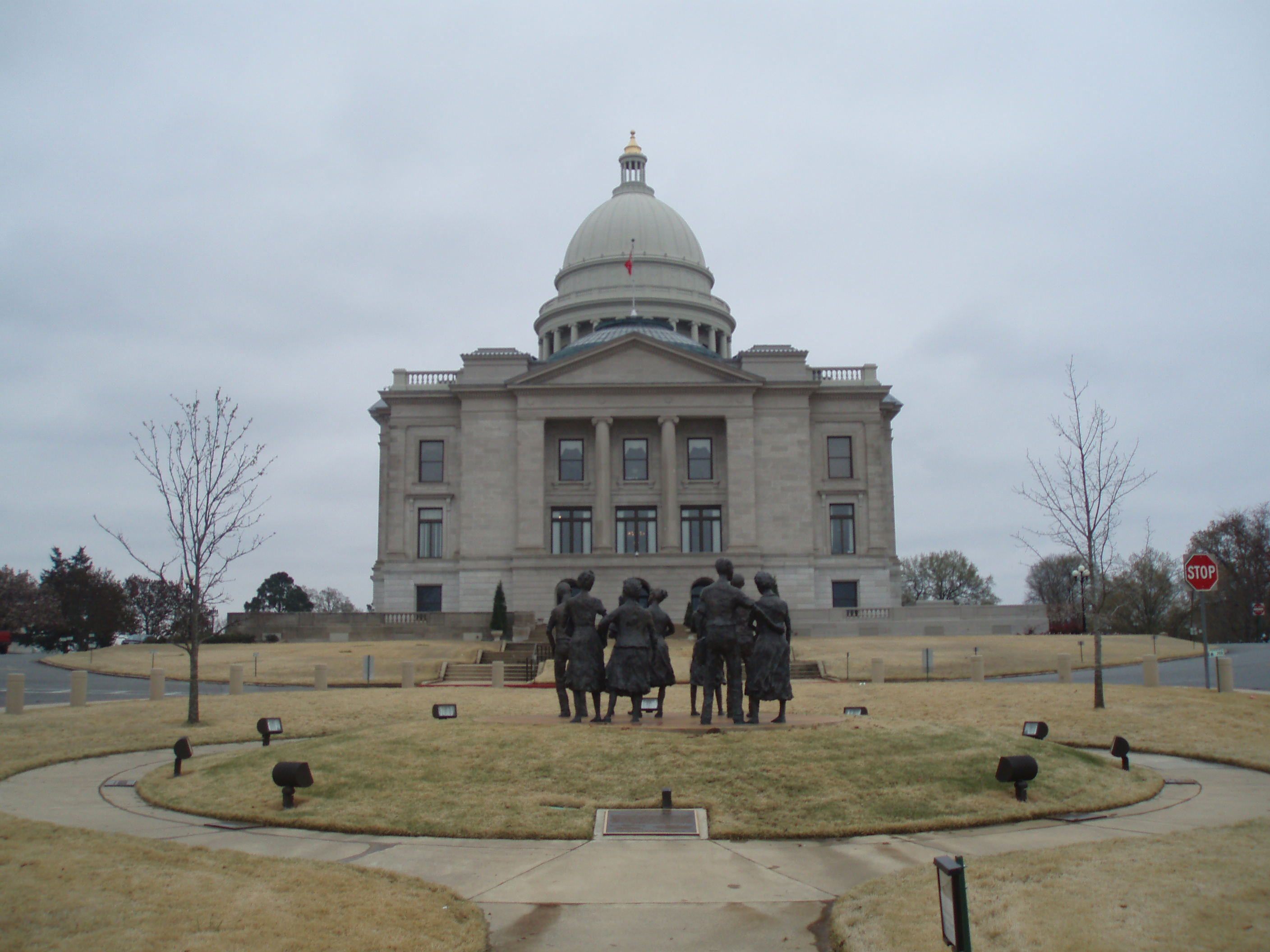
Памятник Девятке из Литл-Рока на фоне Капитолия
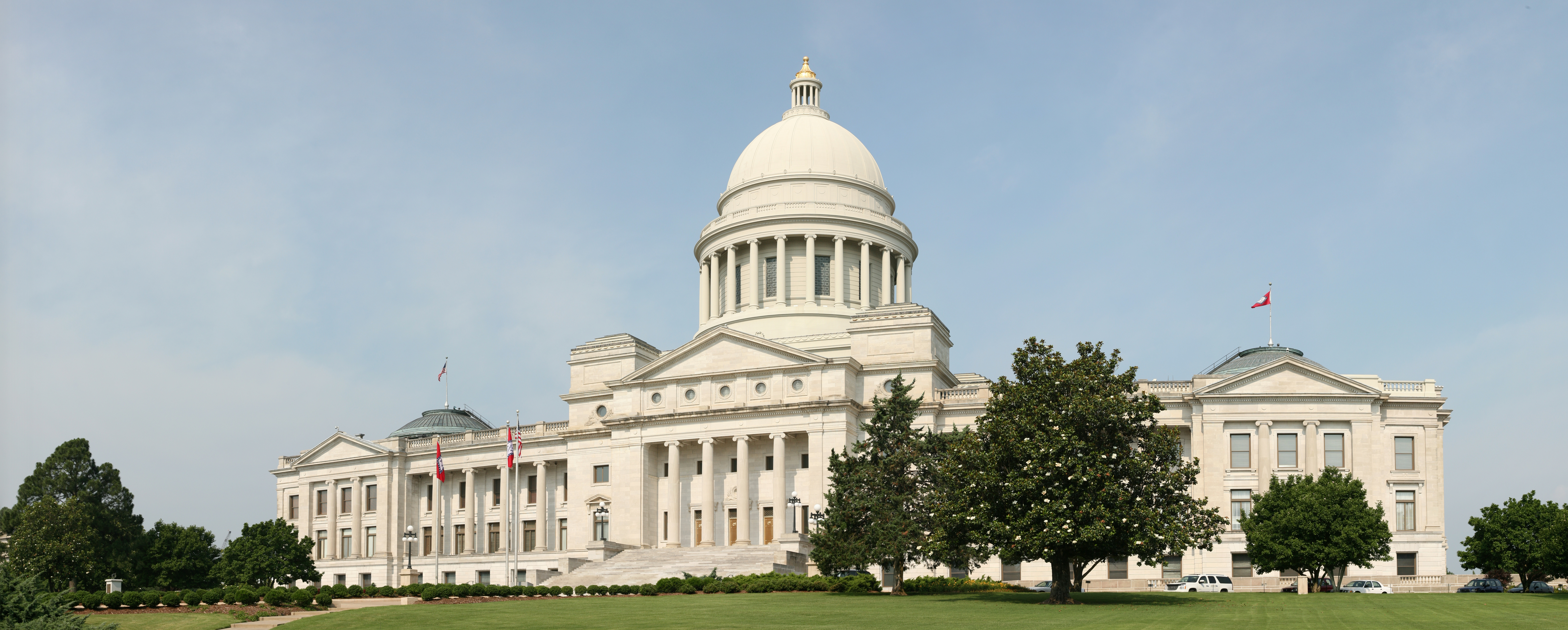
Капитолий штата Арканзас — вид 1
Капитолий штата Арканзас — вид 2
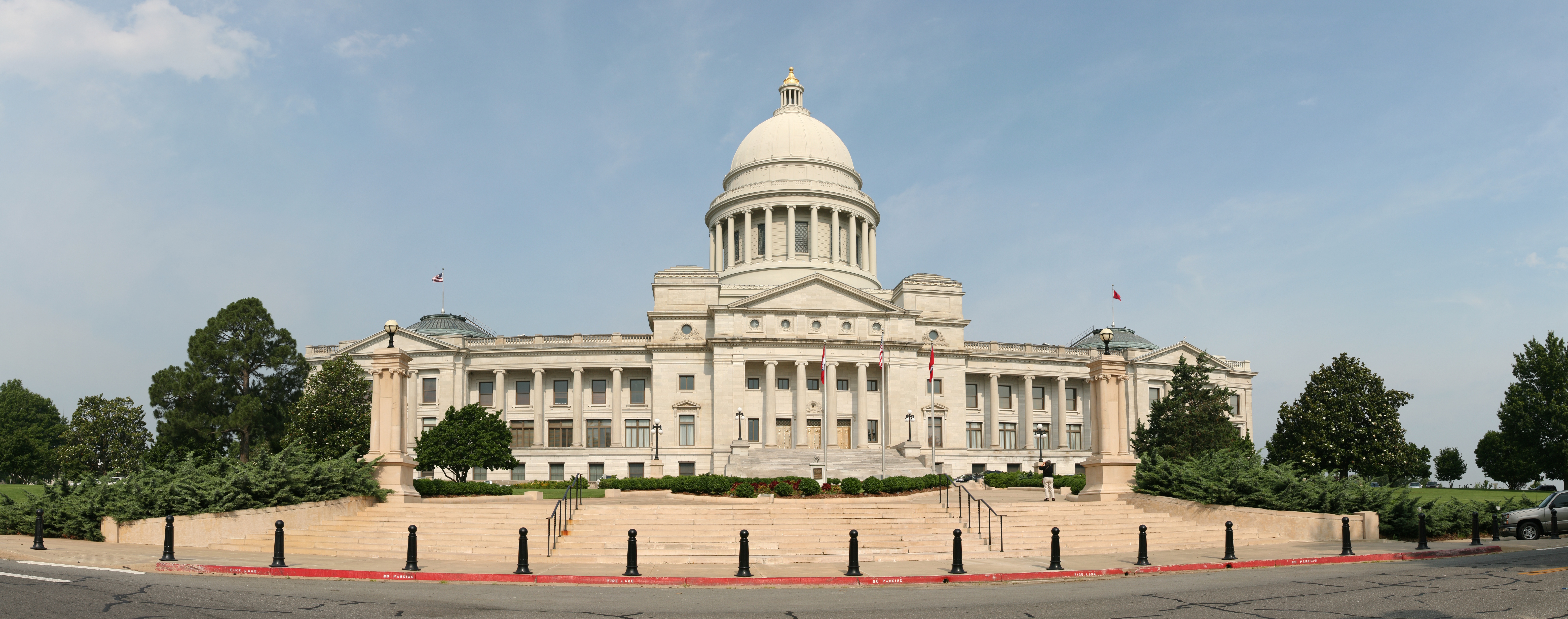
Капитолий штата Арканзас — вид 3